# Júma
Júma (Yuma), pleme američkih Indijanaca s rijeka Ipixuna, Mucuim, Tabocal i Jacaré, sve pritoke Purusa i igarapé Tapiu u brazilskoj državi Amazonas. Sami sebe nazivaju Kagwahiva i pripadaju skupini plemena koja sebe nazivaju imenom Kawahíb s kojima pripadaju porodici Tupi-Guarani, velikoj porodici Tupian. 
Júma Indijanci danas su gotovo nestali, nešto preživjelih na rezervatu Jumá u općini Canutama i igarapé Joari (pritok Mucuima). Njihovo brojno stanje iznosilo je 1940. 300.

## Vanjske poveznice
- Dwindling tribe seeks husband for teenager  Arhivirana inačica izvorne stranice od 27. srpnja 2008. (Wayback Machine)